# Polônia nos Jogos Olímpicos de Verão de 1960
A  Polônia competiu nos Jogos Olímpicos de Verão de 1960, em Roma, na Itália.